# Dana Zátopková

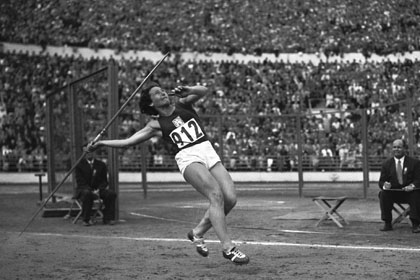
Dana Zátopková in 1952

Dana Zátopková-Ingrová (Karviná, 19 september 1922 – Praag, 13 maart 2020) was een atlete uit het voormalige Tsjecho-Slowakije, die gespecialiseerd was in het speerwerpen. Ze werd olympisch kampioene, tweemaal Europees kampioene en dertienmaal Tsjecho-Slowaaks kampioene in deze discipline. Ze nam in totaal viermaal deel aan de Olympische Spelen en won hierbij twee medailles. Ze verbeterde het wereldrecord eenmaal en het Tsjecho-Slowaakse record speerwerpen zeventienmaal. Haar prestatieontwikkeling verliep van 38,07 m in 1948 tot 56,67 m tien jaar later.

## Biografie

### Huwelijk met olympisch kampioen
Dana Ingrová groeide op in Uherské Hradiště. Hier speelde ze op het gymnasium handbal, voordat ze de overstap naar atletiek maakte. In 1949 won ze zelfs een kampioenschap in deze teamsport. In die tijd was ze reeds nationaal kampioene speerwerpen, maar deed deze sport nog maar kort. In juni 1948, tijdens een atletiekmeeting in Zlín, ontmoette zij Emil Zátopek, met wie zij kort na de Olympische Spelen van 1948 in het huwelijk trad: op 19 september 1948, hun beider verjaardag. De bruiloftsstoet bracht een enorme mensenmassa op de been en zorgde in de straten van Praag voor langdurige opstoppingen.

### Beiden op één dag olympische kampioen
Op de Olympische Spelen van 1952 in Helsinki wonnen ze allebei op dezelfde dag een gouden medaille. In 1956 was Dana Zátopková minder succesvol met een vierde plaats en in 1960 won ze ten slotte nog een zilveren medaille.
Ook werd Zátopková tweemaal Europees kampioene bij het speerwerpen. Haar eerste Europese titel won ze op de Europese kampioenschappen van 1954 in Bern. Met een beste poging van 52,91 bleef ze de Sovjet-Russische atletes Virve Roolaid (zilver; 49,94) en Nadezhda Konyayeva (brons; 49,49) voor.

### Wereldrecord
Op 1 juni 1958 verbeterde ze het wereldrecord speerwerpen tot 55,73. Nog voor de EK in datzelfde jaar werd dit wereldrecord door de Australische Anna Pazera alweer scherper gesteld tot 57,40. Op de EK van 1958 in Stockholm maakte ze haar favoriete rol waar en prolongeerde haar Europese titel. Ditmaal rekende ze met een worp van 56,02 af met de Sovjet-Russische Biruté Zalogaitité (zilver; 51,30) en de Duitse Jutta Neumann (brons; 50,30).
In haar actieve tijd was Dana Zátopková aangesloten bij RH Praha.

## Titels
- Olympisch kampioene speerwerpen - 1952
- Europees kampioene speerwerpen - 1954, 1958
- Tsjecho-Slowaaks kampioene speerwerpen - 13 x tussen 1946-1960

## Persoonlijk record
| Onderdeel               | Prestatie | Datum | Plaats |
| ----------------------- | --------- | ----- | ------ |
| speerwerpen (oud model) | 56,67 m   | 1958  |        |

## Wereldrecords
| Onderdeel   | Afstand (m) | Datum       | Plaats |
| ----------- | ----------- | ----------- | ------ |
| speerwerpen | 55,73       | 1 juni 1958 | Praag  |

## Palmares

### speerwerpen
- 1948: 7e OS - 39,94 m
- 1950: 5e EK - 41,34 m
- 1952:  OS - 50,47 m (OR)
- 1954:  EK - 52,91 m
- 1956: 4e OS - 49,83 m
- 1958:  EK - 56,02 m
- 1960:  OS - 53,78 m

## Wereldranglijst
- 1949: 5e (46,32 m)
- 1950: 5e (48,43 m)
- 1951: 4e (49,90 m)
- 1952: 3e (50,47 m)
- 1953: 3e (52,02 m)
- 1954: 3e (53,26 m)
- 1955: 1e (55,24 m)
- 1956: 5e (52,24 m)
- 1957: 2e (53,80 m)
- 1958: 3e (56,67 m)
- 1959: 9e (54,09 m)
- 1960: 4e (55,74 m)
- 1961: 3e (56,10 m)

1932: Babe Zaharias ·
1936: Tilly Fleischer ·
1948: Herma Bauma ·
1952: Dana Zátopková ·
1956: Inese Jaunzeme ·
1960: Elvīra Ozoliņa ·
1964: Mihaela Peneș ·
1968: Angéla Németh ·
1972: Ruth Fuchs ·
1976: Ruth Fuchs ·
1980: María Colón ·
1984: Tessa Sanderson ·
1988: Petra Felke ·
1992: Silke Renk ·
1996: Heli Rantanen ·
2000: Trine Hattestad ·
2004: Osleidys Menéndez ·
2008: Barbora Špotáková ·
2012: Barbora Špotáková ·
2016: Sara Kolak ·
2020: Liu Shiying ·
2024: Haruka Kitaguchi
- Gemeinsame Normdatei: 111215065X
- World Athletics: 14430604
- International Standard Name Identifier: 0000 0000 5647 2817
- Library of Congress Control Number: n2016067398
- Nationale Bibliotheek van Tsjechië: jk01152199
- Nationale Bibliotheek van Polen: a0000002442147
- Système universitaire de documentation: 200078801
- Virtual International Authority File: 83972215
- WorldCat: E39PBJvxtvWC8K76RwQpDx83cP